# Oceanic (schip, 1928)
De Oceanic was een gepland passagiersschip. In 1928 werd de Oceanic door de rederij White Star Line besteld als vervanging voor de Homeric, die niet snel genoeg was. Het schip moest 60.000 ton wegen, 320 meter lang en 36 breed worden. De Oceanic zou het eerste schip zijn dat langer dan 300 meter was en ook de eerste die wordt aangedreven door diesel- en elektrische motoren door middel van 4 schroeven. In 1929 werd de bouw van de Oceanic stilgelegd door de gevolgen van de Wall Street crash van 1929. De bouw zou niet meer hervat worden en zodoende werd de Oceanic geschrapt. De romp werd opgebroken om er twee nieuwe schepen van te maken, de Britannic en de Georgic van circa 27.000 ton.
De grootte is onderwerp van discussie. Het schip zou volgens de ontwerpstudie een volume van circa 60.000 bruto registerton hebben gehad. Maar als het met 80.000-tonners als de Queen Mary en de Normandie vergeleken wordt, is duidelijk te zien dat het schip wel wat meer in zijn mars had.